# Алгоритм Луна
Алгоритм Лу́на (англ. Luhn algorithm), также известный как алгоритм «модуля 10» или «mod 10» — алгоритм вычисления контрольной цифры номера пластиковой карты в соответствии со стандартом ISO/IEC 7812. Назван в честь его создателя, ученого из IBM Ханса Питера Луна. Алгоритм описан в 1954 году, патент получен в 1960 году.
Сам алгоритм не является криптографическим средством, а предназначен в первую очередь для выявления ошибок, вызванных непреднамеренным искажением данных (например, при ручном вводе номера карты, при приёме данных о номере социального страхования по телефону). Позволяет лишь с некоторой степенью достоверности судить об отсутствии ошибок в блоке цифр, но не даёт возможности нахождения и исправления обнаруженной неточности.
В настоящее время алгоритм является публичным достоянием.

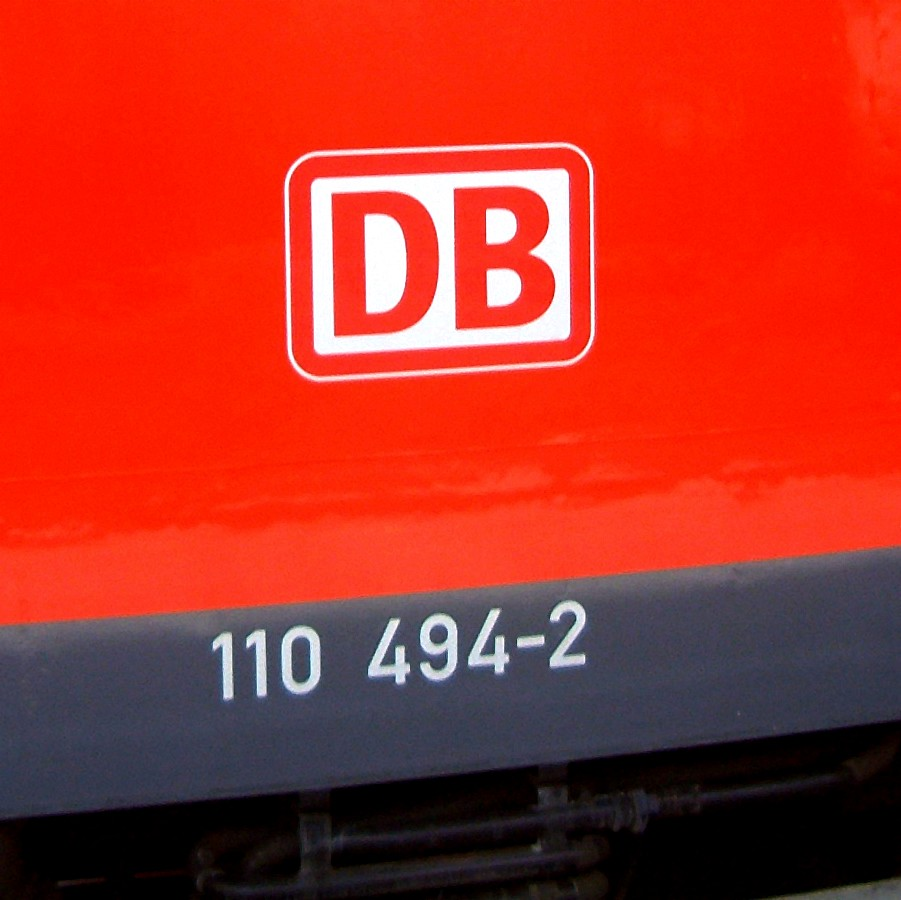
Номер локомотива на Deutsche Bahn с контрольной цифрой (2) в соответствии с алгоритмом Луна

## Наиболее распространённые применения
- Номера банковских карт[англ.]
- Номера некоторых дисконтных карт
- Коды социального страхования
- IMEI-коды
- ICCID (англ. integrated circuit card identifier) — уникальный серийный номер SIM-карты
- Единый 8-значный номер железнодорожного вагона на РЖД

## Достоинства и недостатки
В силу простоты реализации алгоритм отнимает минимум вычислительных мощностей; в ряде случаев при наличии навыка расчёт может быть произведён в уме. В то же время алгоритм Луна позволяет только выявить ошибки в блоках данных, и то не все. Искажение одной цифры — обнаруживается. Обнаруживаются практически все парные перестановки подряд идущих цифр (за исключением 09 ↔ 90). Не могут быть обнаружены некоторые искажения двух подряд идущих цифр, а именно 22 ↔ 55, 33 ↔ 66 и 44 ↔ 77. Алгоритм не даёт информации о месте и характере возникшей ошибки.
Алгоритм может применяться для последовательностей цифр любой длины, однако при этом следует иметь в виду, что при достаточно длинных числах вероятно появление одновременно нескольких искажений данных. Некоторые из таких ошибок могут привести к ошибочному выводу, что контрольное число, вычисленное по алгоритму Луна, подтверждает неизменность данных.

## Алгоритм проверки контрольной цифры

### Оригинальный алгоритм
1. Начиная с первой цифры последовательности слева и через одну цифру (то есть позиции 1, 3, 5, 7, 9, …) в случае, если количество цифр в последовательности нечетное (как в этом примере, где оно равно 15, 16-я — контрольная), если же количество цифр четное, тогда, начиная со второй цифры последовательности через одну цифру (то есть позиции 2, 4, 6, 8, …), делается проверка: если 2·x > 9, то из произведения вычитается 9, иначе произведение 2·x оставляем без изменения, где x — текущая цифра.
Например:
```
4  5  6  1     2  6  1  2     1  2  3  4     5  4  6  4
8     12       4     2        2     6        10    12
8     3        4     2        2     6        1     3
```

2. Затем все числа, полученные на предыдущем этапе, складываются:
```
8+5+3+1 + 4+6+2+2 + 2+2+6+4 + 1+4+3+4 = 57
```

3. Полученная сумма должна быть кратна 10 (то есть равна 40, 50, 60, 70, …). В примере выше исходная последовательность некорректна.
В примере: последняя цифра — контрольная. Для того, чтобы номер был верен в соответствии с алгоритмом Луна, контрольная цифра должна быть равна 7.
```
4  5  6  1     2  6  1  2     1  2  3  4     5  4  6  7
8     12       4     2        2     6        10    12
8     3        4     2        2     6        1     3
```

```
8+5+3+1 + 4+6+2+2 + 2+2+6+4 + 1+4+3+7 = 60
```

### Упрощённый алгоритм
1. Цифры проверяемой последовательности нумеруются справа налево.
2. Цифры, оказавшиеся на нечётных местах, остаются без изменений.
3. Цифры, стоящие на чётных местах, умножаются на 2.
4. Если в результате такого умножения возникает число больше 9, оно заменяется суммой цифр получившегося произведения — однозначным числом, то есть цифрой.
5. Все полученные в результате преобразования цифры складываются. Если сумма кратна 10, то исходные данные верны.

## Алгоритм на псевдокоде
```
 
function
 checkLuhn(
string
 purportedCC) {
     
int
 sum := 0
     
int
 nDigits := length(
purportedCC
)
     
int
 parity := nDigits modulus 2
     
for
 i 
from
 0 
to
 nDigits - 1 {
         
int
 digit := integer(purportedCC[i])
         
if
 i modulus 2 = parity
             digit := digit × 2
             
if
 digit > 9
                 digit := digit - 9
         
sum
 := 
sum
 + 
digit

     }
     
return
 (
sum
 modulus 10) = 0
 }
```

```
function
 
checkLuhn
(
ccn
)
 
{

  
const
 
ccnS
 
=
 
ccn
.
toString
();

  
let
 
sum
 
=
 
0
;

  
const
 
parity
 
=
 
(
ccnS
.
length
)
 
%
 
2
;

  
for
 
(
let
 
i
 
=
 
0
;
 
i
 
<
 
ccnS
.
length
;
 
i
 
+=
 
1
)
 
{

    
let
 
digit
 
=
 
Number
(
ccnS
[
i
]);

    
if
 
(
i
 
%
 
2
 
===
 
parity
)
 
{

      
digit
 
*=
 
2
;

      
if
 
(
digit
 
>
 
9
)
 
{

        
digit
 
-=
 
9
;

      
}

    
}

    
sum
 
+=
 
digit
;

  
}

  
return
 
Number
(
sum
 
%
 
10
)
 
===
 
0
;

}

```